# Little Partridge River
Little Partridge River är ett vattendrag i Kanada.   Det rinner upp i territoriet Nunavut och rinner in i provinsen Manitoba, i den centrala delen av landet, 2 400 km nordväst om huvudstaden Ottawa.
Omgivningarna runt Little Partridge River är i huvudsak ett öppet busklandskap. Trakten runt Little Partridge River är nära nog obefolkad, med mindre än två invånare per kvadratkilometer.